# 狭波卷管螺
狭波卷管螺（学名：Horaiclavus stenocyma），是新腹足目卷管螺科Horaiclavus属的一种。主要分布于台湾，常栖息在泥沙质海底。